# Indigofera reducta
Indigofera reducta är en ärtväxtart som beskrevs av Nicholas Edward Brown. Indigofera reducta ingår i släktet indigosläktet, och familjen ärtväxter. Inga underarter finns listade i Catalogue of Life.